# Catopsis paniculata
Espèce
Synonymes
- Catopsis hahnii Baker
- Catopsis mexicana L.B.Sm.
- Catopsis pendula Baker

Catopsis paniculata est une espèce de plantes à fleurs de la famille des Bromeliaceae, présente dans les régions tropicales en Amérique centrale.

## Synonymes
- Catopsis hahnii Baker
- Catopsis mexicana L.B.Sm.
- Catopsis pendula Baker

## Distribution
L'espèce est présente au Mexique et en Amérique centrale, notamment au Belize, au Costa Rica, au Guatemala, au Honduras et au Nicaragua.

## Description
L'espèce est épiphyte.